# 이준혁 (1984년)
이준혁(한국 한자: 李浚赫, 1984년 3월 13일 ~ )은 대한민국의 배우이다.
2006년 연극배우 데뷔 하였고 2007년 KBS2 단막극 《드라마시티 - 사랑이 우리를 움직이는 방식》서정우 역할로 정식 데뷔 하였다.

## 학력
- 발산중학교 (졸업)
- 세원고등학교 (졸업)
- 한신대학교 광고홍보학과 (졸업)
- 단국대학교 대중문화예술대학원 공연예술학과 (졸업)

## 출연 작품

### 드라마
| 연도 | 방송사                          | 제목                                                | 역할      | 비고            | 일본어 더빙     |
| ---- | ------------------------------- | --------------------------------------------------- | --------- | --------------- | --------------- |
| 2007 | KBS2                            | 단막극 《드라마시티 - 사랑이 우리를 움직이는 방식》 | 서정우    |                 |                 |
| 2007 | SBS                             | 주말특별기획 《조강지처 클럽》                      | 한선수    | 104부작         |                 |
| 2008 | SBS                             | 주말특별기획 《조강지처 클럽》                      | 한선수    | 104부작         |                 |
| KBS2 | 월화드라마 《그들이 사는 세상》 | 강준기                                              | 16부작    |                 |                 |
| SBS  | 수목드라마 《스타의 연인》      | 민장수                                              | 20부작    |                 |                 |
| SBS  | 수목드라마 《스타의 연인》      | 민장수                                              | 20부작    | 2009            |                 |
| SBS  | 수목드라마 《시티홀》           | 하수인                                              | 20부작    |                 |                 |
| KBS2 | 주말연속극 《수상한 삼형제》    | 김이상                                              | 70부작    |                 |                 |
| KBS2 | 주말연속극 《수상한 삼형제》    | 김이상                                              | 70부작    | 2010            |                 |
| SBS  | 월화드라마 《나는 전설이다》    | 장태현                                              | 16부작    | 마에노 토모아키 |                 |
| SBS  | 주말특별기획 《시크릿 가든》    | 오스카와 윤슬의 친구 준혁                           | 특별 출연 |                 |                 |
| SBS  | 주말특별기획 《시크릿 가든》    | 오스카와 윤슬의 친구 준혁                           | 특별 출연 | 2011            |                 |
| SBS  | 수목드라마 《시티헌터》         | 김영주                                              | 20부작    | 마에노 토모아키 |                 |
| 2012 | KBS2                            | 수목드라마 《적도의 남자》                          | 이장일    | 20부작          |                 |
| 2012 | 후난위성텔레비전                | 금응독파극장 《동화 2분의 1》                       | 두어풍    | 40부작          |                 |
| 2014 | MBC                             | 수목드라마 《내 생애 봄날》                         | 강동욱    | 16부작          |                 |
| 2015 | KBS2                            | 주말연속극 《파랑새의 집》                          | 김지완    | 50부작          | 마에노 토모아키 |
| 2016 | SBS Plus                        | 금요드라마 《유부녀의 탄생》                        | 철수      | 10부작          |                 |
| 2017 | KBS2                            | 수목드라마 《맨몸의 소방관》                        | 강철수    | 4부작           |                 |
| 2017 | tvN                             | 토일드라마 《비밀의 숲》                            | 서동재    | 16부작          | 마에노 토모아키 |
| 2017 | tvN                             | 단막극 《드라마 스테이지 - B주임과 러브레터》       |           | 특별출연        |                 |
| 2017 | JTBC                            | 단막극 《한여름의 추억》                            | 박해준    | 2부작           |                 |
| 2018 | tvN                             | 월화드라마 《시를 잊은 그대에게》                   | 예재욱    | 16부작          |                 |
| 2018 | KBS2                            | 월화드라마 《너도 인간이니?》                       | 지영훈    | 36부작          |                 |
| 2018 | JTBC                            | 월화드라마 《라이프》                               | 조남정    | 특별출연        |                 |
| 2019 | tvN                             | 월화드라마 《60일, 지정생존자》                     | 오영석(†) | 16부작          | 마에노 토모아키 |
| 2019 | OCN                             | 토일드라마 《모두의 거짓말》                        | 정상훈    | 특별출연        |                 |
| 2020 | MBC                             | 월화드라마 《365: 운명을 거스르는 1년》             | 지형주    | 24부작          |                 |
| 2020 | tvN                             | 토일드라마 《비밀의 숲 2》                          | 서동재    | 16부작          | 마에노 토모아키 |
| 2021 | OCN                             | 토일드라마 《다크홀》                               | 유태한    | 12부작          |                 |
| 2021 | tvN                             | 월화드라마 《어사와 조이》                          | 세자      | 16부작          |                 |
| 2021 | SBS                             | 월화드라마 《그 해 우리는》                         | 장도율    | 16부작          |                 |
| 2023 | Disney+                         | 《비질란테》                                        | 조강옥    | 8부작           |                 |
| 2024 | TVING, tvN                      | 《좋거나 나쁜 동재》                                | 서동재    | 10부작          | 마에노 토모아키 |
| 2025 | SBS                             | 금토드라마 《나의 완벽한 비서》                     | 유은호    | 12부작          | 마에노 토모아키 |
| 2025 | Netflix                         | 《광장》                                            | 남기석    | 특별출연        |                 |
| 미정 | Netflix                         | 《레이디 두아》                                     | 박무경    |                 |                 |

### 영화
| 연도 | 제목                           | 역할                        | 비고                                  | 일본어 더빙     |
| ---- | ------------------------------ | --------------------------- | ------------------------------------- | --------------- |
| 2009 | 《청담보살》                   | 호준                        |                                       |                 |
| 2010 | 《악마를 보았다》              | 국정원 요원                 | 특별출연                              |                 |
| 2012 | 《복숭아나무》                 | 철민 (청년)                 | 우정출연                              |                 |
| 2016 | 《두 개의 연애》               | 카페 주인                   | 특별출연                              |                 |
| 2017 | 천만영화 《신과함께: 죄와 벌》 | 박무신                      |                                       | 마에노 토모아키 |
| 2018 | 천만영화 《신과함께: 인과 연》 | 박무신                      |                                       | 마에노 토모아키 |
| 2019 | 《언니》                       | 한정우(†)                   | 본작의 메인 빌런이자 페이크 최종 보스 | 마에노 토모아키 |
| 2019 | 《야구소녀》                   | 최진태                      |                                       |                 |
| 2022 | 《리버스: 기억과 진실》        | 준호                        | 오디오 무비                           |                 |
| 2023 | 천만영화 《범죄도시3》         | 주성철                      | 스포일러                              | 마에노 토모아키 |
| 2023 | 천만영화 《서울의 봄》         | 권형진 (참모총장 경호원)(†) | 특별출연                              | 마에노 토모아키 |
| 2024 | 《소방관》                     | 송기철                      |                                       | 마에노 토모아키 |
| 미정 | 《왕과 사는 남자》             |                             | 특별출연                              |                 |

### M/V
| 연도 | 가수명 | 곡명     | 비고 |
| ---- | ------ | -------- | ---- |
| 2007 | 타이푼 | 기다릴게 |      |
| 2010 | KCM    | 사랑 곰  |      |

### 라디오
| 연도 | 방송사     | 제목                                       | 역할                      | 비고        |
| ---- | ---------- | ------------------------------------------ | ------------------------- | ----------- |
| 2011 | SBS 러브FM | 《라디오 시크릿 가든》                     | 오스카와 윤슬의 친구 준혁 | (특별 출연) |
| 2013 | 국군방송FM | 《이준혁의 주고 싶은 마음 듣고 싶은 얘기》 |                           |             |

### 예능
| 연도 | 방송사 | 제목                            | 역할         | 날짜              | 비고   |
| ---- | ------ | ------------------------------- | ------------ | ----------------- | ------ |
| 2009 | KBS2   | 《해피투게더》                  | 게스트       | 10. 15.           | 119회  |
| 2010 | KBS2   | 《김승우의 승승장구》           | 몰래 온 손님 | 06. 15.           | 19회   |
| 2011 | MBC    | 《일밤 - 바람에 실려 프로젝트》 | 출연         | 10. 02. ~ 12. 04. | 총 9회 |
| 2015 | KBS2   | 《대국민 토크쇼 안녕하세요》    | 출연         | 02. 16.           | 212회  |
| 2023 | SBS    | 《미운 우리 새끼》              | 스페셜 MC    |                   |        |
| 2023 | tvN    | 《놀라운 토요일 - 도레미마켓》  | 게스트       |                   |        |
| 2023 | tvN    | 《유 퀴즈 온 더 블럭》          | 게스트       |                   | 12회   |
| 2023 | 유튜브 | 《덱스의 냉터뷰》               | 게스트       | 11.16             | 12회   |
| 2025 | 유튜브 | 《핑계고》                      | 게스트       | 01.11             | 65회   |

## VIP 시사회
- 범죄도시2 (2022년)
- 범죄도시4 (2024년)

## 홍보대사
- 2009년 서울지방경찰청 자전거 안전 알리미 홍보대사
- 2010년 경찰청 명예경찰관
- 2020년 소방청 명예소방관

## 수상 및 후보
| 연도 | 시상식                       | 부문                               | 작품                                  | 결과 |
| ---- | ---------------------------- | ---------------------------------- | ------------------------------------- | ---- |
| 2008 | SBS 연기대상                 | 뉴스타상                           | 조강지처 클럽, 스타의 연인            | 수상 |
| 2009 | KBS 연기대상                 | 장편드라마부문 남자 우수연기상     | 수상한 삼형제                         | 후보 |
| 2011 | SBS 연기대상                 | 드라마스페셜부문 남자 우수연기상   | 시티헌터                              | 후보 |
| 2012 | KBS 연기대상                 | 중편드라마부문 남자 우수연기상     | 적도의 남자                           | 후보 |
| 2015 | KBS 연기대상                 | 장편드라마부문 남자 우수연기상     | 파랑새의 집                           | 후보 |
| 2018 | KBS 연기대상                 | 중편드라마부문 남자 우수연기상     | 너도 인간이니                         | 후보 |
| 2019 | 제12회 코리아 드라마 어워즈  | 남자 우수연기상                    | 60일, 지정생존자                      | 후보 |
| 2020 | 제5회 아시아 아티스트 어워즈 | 남자 배우부문 베스트 연기상        | 365: 운명을 거스르는 1년, 비밀의 숲 2 | 수상 |
| 2020 | MBC 연기대상                 | 월화 미니·단막부문 남자 우수연기상 | 365: 운명을 거스르는 1년              | 수상 |
| 2023 | 제44회 청룡영화상            | 남우조연상                         | 범죄도시 3                            | 후보 |
| 2023 | 제8회 아시아 아티스트 어워즈 | 베스트 액터상                      | 범죄도시 3                            | 수상 |
| 2024 | 제33회 부일영화상            | 올해의 스타상                      | 서울의 봄                             | 수상 |
| 2025 | 제61회 백상예술대상          | 방송부문 남자 최우수연기상         | 좋거나 나쁜 동재                      | 후보 |
| 2025 | 제4회 청룡 시리즈 어워즈     | 업비트 인기스타상                  | 좋거나 나쁜 동재                      | 수상 |
| 2025 | 제4회 청룡 시리즈 어워즈     | 남우주연상                         | 좋거나 나쁜 동재                      | 후보 |
| 2025 | 제52회 한국방송대상          | 최우수 연기자상                    | 나의 완벽한 비서                      | 수상 |

## 광고
- 공익광고 경찰청 - 음주운전 캠페인
- 굿컴퍼니 - 프라이언
- 하나은행 - 홈캐쉬백 남자 편
- 롯데GRS 엔제리너스 커피-식품
- 다니엘 크레뮤-의류
- 프롬바이오-건강식품